# Kundenbindung
Die Kundenbindung umfasst im Marketing sämtliche Maßnahmen eines Unternehmens, die darauf abzielen, ein wiederholtes Kaufverhalten beim Kunden auszulösen und aus Laufkundschaft durch Kundenorientierung und Kundenzufriedenheit Stammkunden zu gewinnen.

## Allgemeines
Kundenbindung ist die Geschäftsbeziehung zwischen Anbietern und Nachfragern im Sinne der Realisierung oder Planung wiederholter Transaktionen innerhalb eines bestimmten Zeitraums. Neben Maßnahmen, die der Kundenzufriedenheit und Kundenloyalität dienen und über bloße Kundenorientierung hinausgehen, gibt es in den Unternehmen Programme zur Kundenbindung wie etwa Bonus- und Punkteprogramme oder Incentives für Mitarbeiter. Zu Gunsten der Kunden sind Rabattsysteme oder Kundenkarten vorgesehen. Sie werden heute durch psychologisch fundierte Kundenbeziehungspflege ergänzt und teilweise sogar ersetzt. Psychologische Kundenbindungsmaßnahmen erweisen sich heute als effektivere und kunden-nähere Möglichkeit zur Kundenbindung, in dem klassische Bonusprogramme in Zukunft nur noch eine untergeordnete Rolle spielen werden. Weil der Mensch per se nicht (oder nur in begrenztem Rahmen) rational handelt und entscheidet, ist die Preispolitik als langfristig wenig effizientes Mittel der Kundenbindung zu bewerten.
In diesem Feld etabliert sich auch das Customer-Experience-Management zur gezielten Steigerung der Kundenbindung.
Ersichtlich setzte sich erstmals im Jahre 1923 Melvin T. Copeland mit dem wiederholten Kauf von Marken auseinander, wobei er von „Markenbeharrlichkeit“ (englisch brand insistance) sprach. Das Marketing wandte sich seitdem tendenziell von einzelnen Transaktionen ab und widmete sich zunehmend der langfristigen Kundenorientierung im Rahmen einer Geschäftsbeziehung.

## Arten
Es gibt faktische oder psychologische Kundenbindung:
- Faktische Kundenbindung (geht vom Anbieter aus): 
  - Verträge bei Dauerschuldverhältnissen beinhalten Kündigungsfristen oder Mindestlaufzeiten, so dass ein sofortiger Ausstieg aus dem Vertrag nicht möglich ist. Sanktionen sehen Vertragsstrafen vor, Belohnungen erfolgen durch Rabatte oder Bonussysteme (etwa Payback).
  - Mit Kundenkarten oder Rabattkarten (etwa Bahncard) können Stammkunden fester an das Unternehmen gebunden oder Gelegenheitskunden zu Stammkunden werden. Ihre Besuchsfrequenz und ihre durchschnittlichen Einkaufsbeträge sind höher als die von Nichtkartenkunden.[6]
  - Technik/Funktion: Komplementärgüter sind technisch oder funktional voneinander abhängig und können nur gemeinsam Nutzen stiften (DVD und DVD-Player). Lock-in-Effekte führen dazu, dass Produkt- oder Servicekomponenten nur über einen Hersteller bezogen werden können.[7]
  - Ökonomie: Wechselkosten durch Vertragsstrafen oder Transaktionskosten hindern oder verhindern einen Anbieter- oder Produktwechsel.
- Psychologische Kundenbindung (geht vom Kunden aus): 
  - Vertrauen des Kunden zu einem Anbieter oder in ein Produkt.
  - Präferenzen können örtliche (Nähe des Anbieters zum Wohnort des Kunden), zeitliche (Öffnungszeiten), sachliche (Ladentreue, Markentreue) und persönliche (Beratung) sein.
  - Kundenzufriedenheit kann Stammkunden entstehen lassen.
  - psychologische Wechselbarrieren,
  - soziale Wechselbarrieren.

Die verschiedenen Arten der Kundenbindung können miteinander kombiniert werden.

## Akquisitorisches Potenzial – Markttheorie zur Kundenbindung

Doppelt geknickte Preis-Absatz-Funktion

Unter dem akquisitorischen Potenzial versteht man die Fähigkeit eines Unternehmens, Kunden an sich zu binden. Nach der Höhe dieses Potenzials richtet sich die individuelle Ausgestaltung der Preis-Absatz-Funktion. Vom akquisitorischen Potenzial spricht man im Zusammenhang mit der Preis-Absatz-Funktion des Polypols bei fehlender Markttransparenz und dem Bestehen von Präferenzen der Marktteilnehmer (z. B. Stammkundschaft).
Im monopolistischen (oder akquisitorischen) Bereich kann sich das Unternehmen bei der Preisgestaltung wie ein Monopolist verhalten: Erhöht das Unternehmen in diesem Bereich den Preis, verliert es keine Kunden an die Konkurrenz (wobei einige Kunden weniger, einige gar nichts mehr kaufen). Senkt das Unternehmen hingegen in diesem Bereich den Preis, so gewinnt es keine Kunden von der Konkurrenz (einige Kunden kaufen mehr, einige, die vorher gar nichts kauften, kaufen nun).
Preisveränderungen in den oberen und unteren polypolistischen Bereichen haben folgende Wirkungen: massive Abwanderung von Kunden zur Konkurrenz im Falle einer Preissteigerung und massive Kundenzuwanderung von der Konkurrenz im Falle einer Preissenkung.

## Kundenbindung in Handel und Dienstleistung

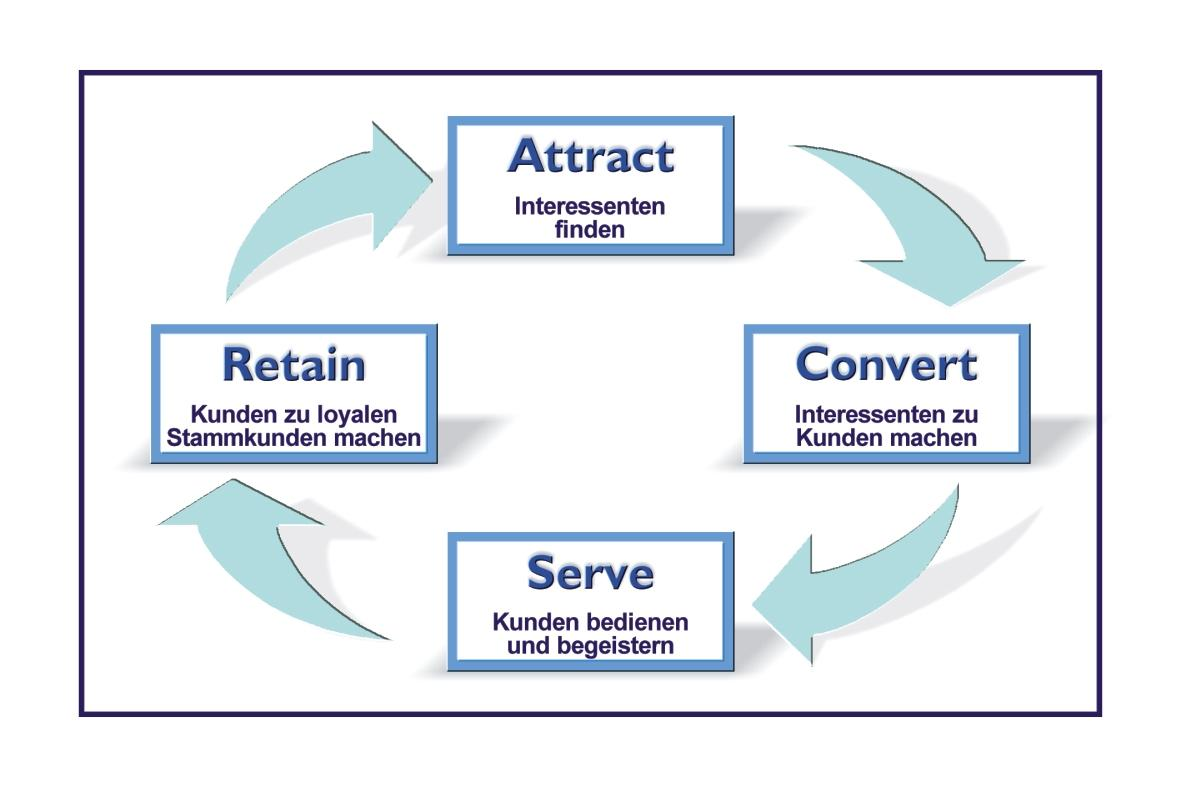
Der Loyalitätskreislauf zur Kundenbindung

Von Handels- und Dienstleistungsunternehmen erhalten Kunden, vor allem Stammkunden, häufig
- Belohnungen nach dem Kaufakt: Prämien, Geschenke oder Boni, (exklusive Angebote auf Preis-/Angebotsebene, z. B. Lounge-Nutzung),
- Belohnungen vor dem Kaufakt: Ankündigung von Rabatten oder sonstigen Vergünstigungen (z. B. zusätzliches Freigepäck) oder
- Belohnung während des Kaufakts: bevorzugte Behandlung, z. B. geringere Wartezeit an Schaltern.

Der Anbieter gibt damit Anreize für wiederholte Geschäftsbeziehungen. Kundenbindungsprogramme sind häufig mit einer Kundenkarte (Club-Karte, Bonuskarte) verknüpft. Der Anbieter erhält dadurch auch Name und Adresse des Kunden und kann diese zur Analyse des Kaufverhaltens sowie zur Erstellung von Kundenprofilen und diese wiederum zur gezielten Werbung oder zu anderen Marketingmaßnahmen im Rahmen des Customer-Relationship-Managements nutzen. Aus marktpsychologischer Sicht ist jedoch zu beachten, dass die Akzeptanz der Kundenkarte mit zunehmender Angst vor Datenmissbrauch abnimmt.
Als häufigster Grund für private Haushalte zur Teilnahme an Kundenbindungsprogrammen wurde in einer Studie von arvato services „Geld sparen“ von 78 % der Befragten genannt.
Besonders wirksam erweisen sich Kundenbindungsprogramme bei Geschäftskunden dann, wenn Vergünstigungen auch privat in Anspruch genommen werden können. In diesem Fall kann unter Umständen die Prämie bei der Auswahl des Anbieters stärker wirken als der eigentliche Kaufpreis. Hier ist jedoch anzumerken, dass eine, auch teilweise, private Nutzung solcher Vergünstigungen in vielen Unternehmen aus Gründen der Compliance untersagt oder reglementiert ist.

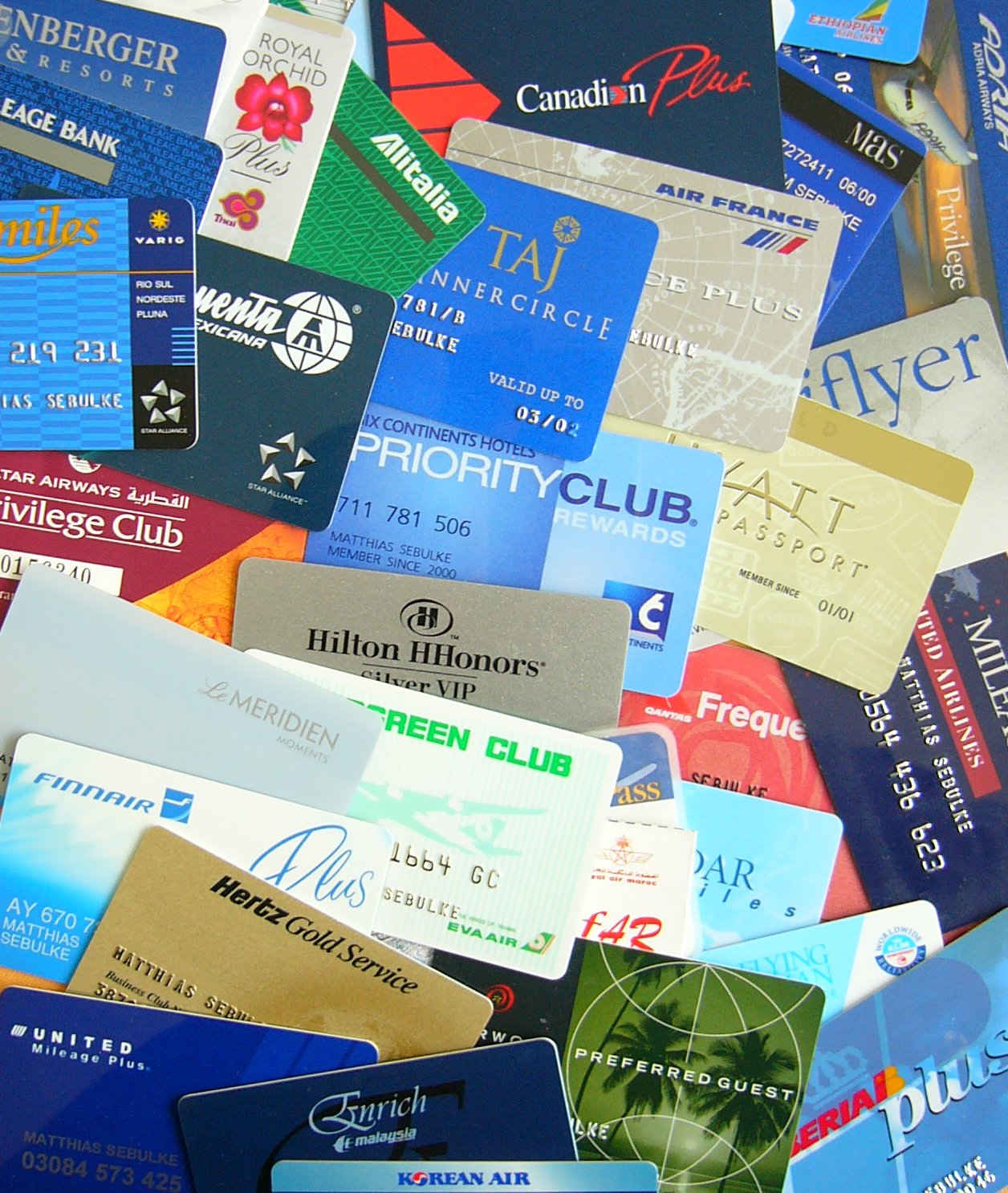
Kundenkarten

Klassisches Beispiel sind die Rabattmarken, die in den 1950er Jahren in Kaiser’s Kaffeegeschäften eingeführt wurden.
Häufige Kundenbindungsmaßnahmen sind
- Kundenzeitschriften und elektronische Newsletter
- Kundenkarten und Vielfliegerprogramme
- Couponing
- Werbespiele (Ad-Games)
- Vorteilskarten/Mehrwertprogramme, mit denen der Kunde verschiedene Geldwerte (oder auch statusorientierte) Vorteile wie Ermäßigungen in Hotels, Restaurants, Golfclubs usw. erhält

In Deutschland sind Schätzungen zufolge zwischen 100 und 200 Millionen Kundenkarten im Umlauf. Die wichtigsten Kriterien für Verbraucher sind laut TNS Emnid-Studie Vertrauenswürdigkeit, Attraktivität und eine Vielzahl an Möglichkeiten zur Einlösung.
Die Vielfliegerprogramme der großen Fluggesellschaften sollen die Kundenbindung verstärken, indem sie die häufige Nutzung derselben Gesellschaft mit Rabatten in Form von Freiflügen oder Prämien belohnen. Das Forschungsprojekt Kundenmonitor Deutschland hat umfangreiche Untersuchungen und Befragungen zum Thema Kundenbindung durchgeführt.
Speziell die Handelspsychologie macht darauf aufmerksam, dass die instrumental bewirkte Kundenbindung u. U. nur zu einer Form „künstlicher“, d. h. labiler oder kurzfristiger Kundentreue führt. Für Handelsbetriebe bedeutsamer ist die Kundenloyalität, d. h. eine nachhaltige Kundentreue, die (Stamm)kunden aus ihrer Zufriedenheit heraus und auf Dauer selbst entwickeln.

## Kundenbindung im industriellen Umfeld
Gunter Gehrke (2003) beschreibt Kundenbindung in industriellen Zulieferer-Abnehmer-Konstellationen als die erhöhte Bereitschaft des Abnehmers, eine dauerhafte Beziehung mit dem Lieferanten einzugehen und innerhalb eines, bezogen auf das spezifische Transaktionsgut, üblichen Zeitraumes nicht-zufällige Anschlussaufträge zu generieren. Kundenbindung drückt sich hier also in der hohen Wahrscheinlichkeit für einen Folgeauftrag aus. Kundenbindungsprogramme werden nach der Attraktivität der Kunden für das Anbieterunternehmen abgestuft. Die attraktivsten Kunden werden am intensivsten „behandelt“. Die Abstufung der Maßnahmen wird z. B. mit der ABC-Analyse vorgenommen:
- A-Kunden (solche mit dem höchsten Umsatz- oder Gewinnanteil) werden beispielsweise mit Hilfe von Kooperationsangeboten im Bereich Forschung und Entwicklung, mit individuellen Schulungen (zum Teil in sehr angenehmer Umgebung) oder Bonusprogrammen (zum Beispiel für die Erreichung einer bestimmten Jahresabnahme) gebunden. In diesem Segment sind häufig auch bevorzugte Dienste mit verkürzten Reaktionszeiten, 24-Stunden-Bereitschaftsdienst und persönlich zugeordnete Berater (Key-Account-Manager) üblich.
- B-Kunden (mit einem hohen Anteil am regulären Tagesgeschäft) erhalten häufig gezielte Rabattangebote, häufigere Beratung und schriftliche Brancheninformationen, werden zu gemeinsamen Schulungen eingeladen oder genießen ein bestimmtes Serviceangebot, das regulär aufpreispflichtig wäre.
- C-Kunden (Laufkundschaft und Problemkunden) werden in der Praxis kaum gebunden. Dennoch sollte hier der Service zumindest auf befriedigendem Niveau anzubieten sein. Reklamierende Kunden sind häufig gute potenzielle Stammkunden, wenn das Unternehmen sie gezielt unterstützt. Sollte der Aufwand sich rechnen, werden solche Kundenbeziehungen zum Teil mit Hilfe besonders geschulter Mitarbeiter angesprochen.

Häufig wird wie folgt vorgegangen: A-Kunden: 80 % Umsatzanteil, B-Kunden 15 % Umsatzanteil, C-Kunden: 5 % Umsatzanteil.
Kundenbindung wird besonders differenziert im Bereich des Investitionsgütermarketings gefördert. Je nach Wichtigkeit eines Kunden (siehe Kundenwert und ABC-Analyse) können unterschiedliche Marketing-Instrumente die Kundenbindung steigern. Bei ihrem Einsatz sind immer Aufwand und zu erwartender Ertrag in ein wirtschaftliches Verhältnis zu bringen.
Eine wichtige technische und psychologische Möglichkeit industrieller Kundenbindung ist der so genannte Lock-in-Effekt, der technische Abhängigkeiten oder Kompatibilitäten ausnutzt.

## Kundenbindung durch „Erlebnismanagement“
Weit über reine Kundenbindungsprogramme hinaus geht das so genannte Kundenerlebnismanagement (Customer-Experience-Management, CEM). Es zielt auf die Schaffung positiver Kundenerfahrungen zum Aufbau einer emotionalen Bindung zwischen Anwender und Produkt oder Anbieter. Vorrangiges Ziel von CEM ist es, aus zufriedenen Kunden loyale Kunden und aus loyalen Kunden „begeisterte Botschafter“ der Marke oder des Produkts zu machen („satisfied – loyal – advocate“). Damit setzt CEM nicht nur auf direkte Auswirkungen wie etwa Kaufbereitschaft, Umsatz oder die Nutzungsintensität, sondern gezielt auch auf indirekte Effekte wie die Mundpropaganda. Kunden werden sozusagen „emotional“ gebunden. Nach einer Studie von Roland Berger zählt der Aufbau einer emotionalen Bindung zum Kunden sogar zu den drei wichtigsten Fähigkeiten im Vertrieb. 40 Prozent der befragten Vertriebsmitarbeiter gaben dabei an, dadurch sogar den Umsatz signifikant erhöhen zu können.